# Liste des maires de Montereau-Fault-Yonne
Cet article dresse une liste par ordre de mandat des maires de Montereau-Fault-Yonne.

## Liste des maires
| Période                                  | Période      | Identité                                     | Étiquette | Qualité |
| ---------------------------------------- | ------------ | -------------------------------------------- | --------- | ------- |
| Les données manquantes sont à compléter. |              |                                              |           |         |
| 1693                                     | 1707         | Gattien Salmon                               |           |         |
| 1707                                     | 1707         | Anne François Bretton                        |           |         |
| 1707                                     | 1708         | Étienne Chineau                              |           |         |
| 1708                                     | 1709         | Jacques Piot                                 |           |         |
| 1709                                     | 1710         | Anne François Bretton                        |           |         |
| 1710                                     | 1716         | Étienne Chineau                              |           |         |
| 1734                                     | 1741         | Jean Maillet                                 |           |         |
| 1741                                     | 1756         | Jérôme Perillaut                             |           |         |
| février 1765                             | juillet 1741 | Charles François Le Boux de la Bapaumerie    |           |         |
| 1765                                     | 1769         | Simon Le Coq de Landy                        |           |         |
| 1769                                     | 1772         | Louis Simon Lestumier                        |           |         |
| 1772                                     | 1786         | Charles François Le Boux de la Bapaumerie    |           |         |
| 1786                                     | 1789         | Louis Placide Félicité Regardin de Champrond |           |         |

| Période                                  | Période                      | Identité                                     | Étiquette                    | Qualité |
| ---------------------------------------- | ---------------------------- | -------------------------------------------- | ---------------------------- | --- |
| 1791                                     | 1792                         | Jean Rataud                                  | Majorité réformatrice        | Propriétaire Député de Seine-et-Marne à l'Assemblée Législative (1791 → 1792) puis au Conseil des Cinq-Cents (1797 → 1799) |
| 1791                                     | 1792                         | Pierre Nicolas Préau                         |                              | |
| 1793                                     | 1795                         | Joseph Louis Darboulin dit Varipon           |                              | |
| mars 1795                                | avril 1795                   | Laurent Soule                                |                              | |
| avril 1795                               | novembre 1795                | Jacques Duchaussy du Coudray                 |                              | |
| 1795                                     | 1798                         | Louis François Joseph Lescuyer               |                              | |
| 1798                                     | 1799                         | Pierre Antoine Deluze                        |                              | |
| 1799                                     | 1800                         | Daniel Paul Chevallier                       |                              | |
| 1800                                     | 1803                         | Pierre Nicolas Preau                         |                              | |
| 1803                                     | 1813                         | Louis Placide Félicité Regardin de Champrond |                              | |
| 1803                                     | 1815                         | Louis Auguste Moreau                         |                              | |
| mai 1815                                 | juillet 1815                 | Marie Louis Michel Jauvet                    |                              | |
| juillet 1815                             | août 1815                    | Louis Auguste Moreau                         |                              | |
| 1815                                     | 1818                         | Jacques Guillon                              |                              | |
| 1818                                     | 1820                         | Marie Louis Michel Jauvet                    |                              | |
| 1820                                     | 1830                         | Jacques Guillon                              |                              | |
| septembre 1830                           | décembre 1830                | Étienne Thibault                             |                              | |
| 1831                                     | 1835                         | Nicolas Michon                               |                              | |
| 1835                                     | 1839                         | Auguste Moreau                               |                              | |
| 1839                                     | 1848                         | Nicolas Michon                               |                              | |
| mars 1848                                | 1848                         | Pierre Grandjean                             |                              | |
| 1848                                     | 1853                         | M. Camille Dunod                             |                              | |
| 1853                                     | 1876                         | Adrien Louis Lebeuf de Montgermon            |                              | |
| 1876                                     | 1878                         | Victor Antoine Benoist Sachot                |                              | |
| 1878                                     | février 1882                 | Jules Émile Lefebvre                         |                              | |
| février 1882                             | avril 1883                   | Victor Frémont                               |                              | |
| avril 1883                               | mai 1883                     | Jules Émile Lefebvre                         |                              | |
| mai 1883                                 | septembre 1883               | Victor Frémont                               |                              | |
| septembre 1883                           | 1888                         | Jules Émile Lefebvre                         |                              | |
| 1888                                     | 1862                         | Jacques Joigneau                             |                              | |
| 1892                                     | 1896                         | Didier Désiré Decornoy Ferrand               |                              | |
| 1896                                     | 1897                         | Charles Parisot                              |                              | |
| 1898                                     | 1904                         | Paul Allaire                                 |                              | Industriel, commerçant |
| 1904                                     | 1910                         | Edmond Fortin                                |                              | Constructeur, mécanicien, conseiller d'arrondissement |
| 1910                                     | 1925                         | Jude Joseph Salmon                           |                              | Propriétaire Conseiller général de Montereau-Fault-Yonne (1913 → 1931) |
| mai 1925                                 | octobre 1925                 | Charles Henri Decornoy                       |                              | |
| 1925                                     | août 1925                    | Maurice Besnard                              |                              | |
| 1925                                     | mai 1926                     | Arthur Bridou                                |                              | |
| 1926                                     | 1928                         | Jean Baptiste Chazal                         | Liste de défense             | |
| 1928                                     | 1935                         | Charles Henry Decornoy                       | Concentration républicaine   | Marchand de bois |
| 1935                                     | 1944                         | Charles Baudry (1891-1968)                   | Non-inscrit-DVD              | Commerçant, Président du Syndicat des marchands de volailles du Gâtinais et président du Syndicat national des négociants d’œufs Député (1935-1942) |
| Les données manquantes sont à compléter. |                              |                                              |                              | |
| mai 1953                                 | mars 1971                    | Roger Pezout                                 | UD-Ve                        | Agriculteur Député de Seine-et-Marne (4e circ.) (1963 → 1968) |
| mars 1971                                | mars 1977                    | Samuel Ettedgui (1920-2011)                  | PCF                          | Médecin |
| mars 1977                                | mars 1983                    | José Alvarez (1925-1991)                     | PCF                          | Ouvrier typographe |
| mars 1983                                | mars 1989                    | Claude Eymard-Duvernay                       | UDF                          | Médecin Député de Seine-et-Marne (4e circ.) (1978 → 1981) Conseiller régional d'Île-de-France ( ? → 1999) |
| mars 1989                                | juin 1995                    | Alain Drèze                                  | PS                           | Enseignant |
| juin 1995                                | juin 2017                    | Yves Jégo,                                   | RPR puis UMP (Rad.) puis UDI | Consultant en ressources humaines, avocat Secrétaire d'État chargé de l'Outre-mer (2008 → 2009) Député de Seine-et-Marne (3e circ.) (2002 → 2008 et 2009 → ) Président de la CC des Deux Fleuves (2003 → 2016) Président du SYTRADEM 2008-2014[Quand ?] Démissionnaire le 18 juin 2017 à la suite de sa réélection comme député |
| juillet 2017                             | En cours (au 3 juillet 2017) | James Chéron                                 | UDI                          | Consultant Conseiller régional d'Île-de-France (2015 → ) 13e vice-président de la CC du Pays de Montereau (2016 → ) |